# Карабъянц, Андрей Сергеевич
Андре́й Серге́евич Карабъя́нц (род. 31 января 1966 года, Москва, РСФСР) — российский журналист, экономический обозреватель, в прошлом — телеведущий канала РБК-ТВ. 
С 2021 года обозреватель нефтегазового рынка Агентства экономической информации «Прайм».

## Биография
Андрей Карабъянц родился 31 января 1966 года в Москве, РСФСР. Окончил переводческий факультет Московского государственного лингвистического университета и юридический факультет Московского государственного университета. Специальности по дипломам — переводчик, юрист по международному хозяйственному праву.
В нефтяной отрасли работал с 1995 года более 10 лет. Начал в качестве переводчика на месторождении Тенгиз в Западном Казахстане. После этого работал в компаниях Hurricane (PetroKazakhstan), на Кумкольском месторождении, КТО, строительстве нефтепровода Тенгиз — Новороссийск, Gaffney, Cline & Associates, реабилитации Узеньского месторождения, в ТНК (ТНК-ВР), Helmerich & Pain, Новый Уренгой.
Карьеру экономического обозревателя начал в 2005 году в качестве редактора еженедельника «Экспорт нефти» в ценовом нефтяном агентстве Argus Media. Специализировался на странах Латинской Америки.
C 2007 года является обозревателем сырьевых рынков на телеканале РБК-ТВ, специализируется на нефтегазовом секторе, где имеет репутацию одного из ведущих аналитиков, выступает соведущим новостных и обзорных передач, интерактивных выпусков программы «Финансовые новости». В прямом эфире проводит ежедневный фундаментальный анализ ситуации на фондовом рынке, а также на рынке нефти. По оценке Юрия Таманцева, Карабъянц — это мозг редакции РБК-ТВ.
Карабъянца как соведущего программ РБК-ТВ отличает независимость в суждениях: в частности, 18 июля 2013 года в прямом эфире вечернего обзора событий дня The День он полемизировал с владельцем телеканала Михаилом Прохоровым и не согласился с его мнением о том, что обвинительный приговор по делу Алексея Навального окажет неблагоприятное влияние на мелкий и средний бизнес в России. 
Партнёршами Карабъянца по вечернему новостному эфиру являлись Алиса Яровская, Елена Кочемасова, Елена Николаева.
Покинув телеканал РБК-ТВ, Карабъянц выступал на нём в качестве эксперта нефтегазового рынка и его железнодорожной логистики. 
Карабъянц свободно владеет английским, французским, испанским, португальским языками. Увлекается экстремальными видами спорта, совершил несколько десятков прыжков с парашютом.
В разводе, и с новым браком, по собственному утверждению, не торопится. Живёт в городской трёхкомнатной квартире.